# Josef Wagner (gauleiter)

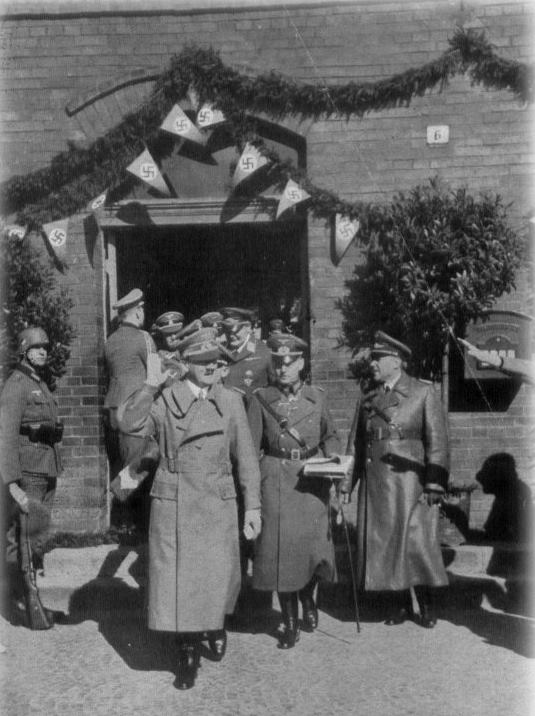
Josef Wagner z między innymi Adolfem Hitlerem i Hermannem Göringiem w Prudniku podczas wizytacji Kraju Sudetów w 1938 roku

Josef Wagner (ur. 12 stycznia 1899 w Algrange, zm. 22 kwietnia lub 2 maja 1945 w Berlinie) – niemiecki polityk i nauczyciel, gauleiter NSDAP w Westfalii (1928–1941) i na Śląsku (1925–1941), nadprezydent prowincji górnośląskiej i dolnośląskiej (1935–1938), a następnie nadprezydent prowincji śląskiej w latach 1938–1941.

## Życiorys
Urodził się w katolickiej rodzinie górnika Nicholasa Wagnera w Algringen (obecnie Algrange). Po ukończeniu gimnazjum w 1913, uczęszczał do kolegium nauczycielskiego w Wittlich, a w czerwcu 1917 został powołany do służby wojskowej na froncie zachodnim I wojny światowej. Po pięciu nieudanych próbach udało mu się wydostać z francuskiej niewoli w maju 1918. Po powrocie do kraju Wagner kontynuował pracę jako nauczyciel w szkole podstawowej. Do 1921 pracował  jako urzędnik podatkowy w Fuldzie, a następnie do 1927 był zatrudniony w dziale górniczym  Vereinigte Stahlwerke AG.
W 1922 roku wstąpił do NSDAP, a rok później założył koło partii w Bochum. W 1927 ponownie został zatrudniony jako nauczyciel, jeszcze w tym samym roku zwolniony za działalność polityczną. W 1928 roku mianowany gauleiterem NSDAP w Południowej Westfalii. W tym samym roku wybrany z ramienia NSDAP do Reichstagu.
Po przejęciu władzy przez nazistów w 1933 na krótko został posłem do parlamentu kraju związkowego Westfalii. W kwietniu 1933 powołany do pruskiej Rady Państwa na funkcję pierwszego zastępcy przewodniczącego. W 1935 powołany na gauleitera NSDAP na Śląsku.
Od 1935 roku nadprezydent prowincji górnośląskiej i dolnośląskiej, po zjednoczeniu prowincji w 1938 roku nadprezydent prowincji śląskiej. Podczas jego urzędowania kontynuowano zniemczanie nazw niektórych miejscowości na Śląsku, w związku z czym do 1937 roku zmieniono 1280 nazw górnośląskich miejscowości oraz 606 nazw terenowych.
W 1936 roku został mianowany komisarzem Rzeszy ds. kształtowania cen (niem. Reichskommissar für die Preisbildung). 
W styczniu 1941 roku prowincję Śląsk podzielono na rozkaz Hitlera ponownie na dwie prowincje: dolnośląską, na czele której stanął Karl Hanke i górnośląską, nad którą władzę objął Fritz Bracht. 9 listopada 1941 roku Wagner został pozbawiony przez Hitlera wszystkich urzędów, po czym wrócił do Bochum.  
W 1942 roku został usunięty z NSDAP, a w roku 1944 został aresztowany przez Gestapo po zamachu pułkownika von Stauffenberga na Adolfa Hitlera. Okoliczności jego śmierci są niejasne – miał zostać został skazany przez sąd partyjny na karę śmierci i zamordowany w więzieniu Gestapo lub zabity przez oficera SS w 22 kwietnia 1945 na berlińskiej Puttkamerstrasse.  
Brytyjski historyk Antony Beevor podaje, że Josefa Wagnera przebywającego wraz z pięcioma więźniami w celi Gestapo na Prinz-Albrecht-Straße w Berlinie, 2 maja 1945 roku uwolniła Armia Czerwona. Gdy zabrano ich do innego pomieszczenia w celu posilenia się, broń jednego z radzieckich żołnierzy przypadkowo wypaliła, zabijając Wagnera. 

## Prace
- Leitfaden der Hochschule für Politik der NSDAP, Munich 1933, opublikowane przez Hochschule für Politik der NSDAP.
- Die Reichsindexziffer der Lebenshaltungskosten. Ein Beitrag zu ihrer Reform (Munich 1935), Würzburg 1935.
- Die Preispolitik im Vierjahresplan, Jena 1938.
- Gesunde Preispolitik, Dortmund 1938.